# Chloreuptychia catharina
Espèce
Chloreuptychia  catharina est une espèce de papillons de la famille des Nymphalidae et de la sous-famille des Satyrinae, de la tribu des Satyrini, de la sous-tribu des Euptychiina.

## Dénomination
Chloreuptychia  catharina  a été décrit par l'entomologiste Otto Staudinger en 1865, sous le nom initial de Euptychia  catharina.

## Écologie et distribution
Chloreuptychia  catharina est présent au Pérou.

### Protection
Pas de statut de protection particulier